# Charlie Finch
Raymond Charles Finch (kurz: Charlie Finch; * 1954 oder 1955; † 24. August 2022 in East Village (Manhattan)) war ein US-amerikanischer Kunstkritiker, vornehmlich für Artnet, die weltweit angesehenste Website im Kunstmarkt, und zuvor für das Coagula Art Journal. Gelegentlich war er auch für The Paris Review tätig.

## Leben und Werk
Finch wuchs mit der New Yorker Kunstszene auf. Als Sohn eines leitenden Angestellten eines Versorgungsunternehmens war er hinsichtlich Bildung privilegiert und studierte an der Phillips Academy und an der Yale University, 1968 kuratierte er seine erste Ausstellung. Angeblich arbeitete er in seinen ersten Berufsjahren auch an der Wall Street. Ein weiteres berufliches Betätigungsfeld war die Politik, indem er sich als Wahlkampforganisator für den Staatssenator Julian Bond und als Wahlkampfhelfer im schließlich gescheiterten Präsidentschaftswahlkampf von Gary Hart einsetzte.
Charlie Finchs Schreibstil war unverkennbar authentisch und geprägt von „frecher Respektlosigkeit, mit der er sich zuvor mit Coagula, dem rebellischen, kurzlebigen Zeitungs-Kunstmagazin, einen Namen gemacht hatte.“ Sein Leben lang arbeitete er nicht an einem Computer. Seit 1998 war er fast 25 Jahre lang für Artnet – zunächst für die Klatschkolumne The Royal Flush – aktiv und lieferte in einem steten Strom von zwei bis drei Manuskripten wöchentlich seine „schlagkräftigen, witzigen, intelligenten und kantigen Kommentare, […] die genau die Art von Kunst sind, die [die] Leser so gern hassen.“ Walter Robinson, Finchs Chef bei ArtNet, zählte ihn „zu den Guten“, weil er mit den Etablierten schärfer ins Gericht gegangen sei als mit den Jungen und der Avantgarde. Finchs Spötteleien waren gegen die mächtigen Erfolgreichen gerichtet, und „die besten von ihnen trugen Charlies Beleidigungen als Abzeichen ihres Stolzes.“
Auf Initiative von David Bowie, der im Redaktionsausschuss des englischen Kunstmagazins Modern Painters saß und Finch zu seinen Lieblingsautoren zählte, wurde er dorthin eingeladen und schrieb auch für dieses Blatt.
Der Kunstkritiker Finch war in der Kunstszene ein nicht gern gesehener Besucher: Daniel Pinchbeck, Rezensent bei The Village Voice, beschrieb ihn 1998 als missmutigen Mann, „mit heraushängenden Hemdzipfeln aus der Hose, ungekämmten blonden Haaren, […] der häufig Vorbesichtigungen und Museen besucht. Bei Ausstellungen, die ihm nicht gefallen, sieht man Finch oft“ und er zitiert Carol Greene, die Direktorin der Greene Naftali Gallery in Chelsea, die damit auch die Meinung vieler Kollegen wiedergäbe: „Dieser Typ, der mit Sabber aus dem Mund herumläuft, mit rotem Gesicht vor Wut. Um ehrlich zu sein, finde ich ihn ein bisschen unheimlich.“ Walter Robinson sagte weiter über ihn: „Charlie macht keine Fehler. Er ist ein großartiger Klatschreporter, und er ist absolut furchtlos. Was mir an Charlie gefällt, ist, dass er sich diese Machtposition aus dem Nichts heraus geschaffen hat – allein durch seine Stimme.“
Mit der Schließung des Artnet Magazine endete auch seine Schreibkraft. Bis auf die beiden Anfangsjahre der Zeitschrift hatte er sie sein ganzes Leben lang kritisch begleitet. Er war bereits kränklich und kümmerte sich fortan vorwiegend um seine Gesundheit. Im August 2022 stürzte er sich aus dem Fenster seiner Wohnung in der East Village in New York.
Er hinterließ seinen Sohn, den Schriftsteller Charles Finch.